# Фернанда Гарай
Фернанда Гарай  (порт. Fernanda Rodrigues, 10 травня 1986) — бразильська волейболістка, догравальник. Олімпійська чемпіонка.

## Виступи на Олімпіадах
| Олімпіада   | Дисципліна | Місце |
| ----------- | ---------- | ----- |
| Лондон 2012 | волейбол   | 1     |
| Ріо 2016    | волейбол   | 5     |
| Токіо 2020  | волейбол   | 2     |